# Manson K. Brown
Manson K. Brown (nacido en 1956) es un vicealmirante retirado de la Guardia Costera de los Estados Unidos y funcionario público estadounidense. Su principal condecoración militar es la Medalla por Servicio Distinguido de la Guardia Costera. En 1994, se convirtió en el primer ganador del premio Capitán John G. Witherspoon de la Guardia Costera por su liderazgo inspirador. En 2012, la Sociedad Nacional de Ingenieros Negros lo honró con el premio Golden Torch. En 2014, la Asociación Nacional para el Avance de las Personas de Color lo honró con el Premio al Servicio Meritorio, un honor que se otorga anualmente a un miembro del servicio en un puesto de formulación de políticas por el logro más alto en igualdad de oportunidades militares.

## Educación y servicio militar
Brown nació en Washington, D. C. en 1956. Se graduó en 1978 de la Academia de la Guardia Costera de Estados Unidos con una licenciatura en Ciencias en Ingeniería Civil. También tiene una Maestría en Ciencias en Ingeniería Civil de la Universidad de Illinois en Urbana-Champaign y Estrategia de Recursos Nacionales del Colegio Industrial de las Fuerzas Armadas. Es ingeniero civil colegiado.
Ha trabajado como Oficial Asistente de Ingeniería a bordo del rompehielos Glacier, Ingeniero de Proyectos en la Unidad de Ingeniería Civil de Miami, Comandante Adjunto de Grupo en la Guardia Costera de Mayport, Oficial de Asignación de Ingeniería en la División de Personal de Oficiales en el Cuartel General de la Guardia Costera, Ingeniero de Instalaciones en el Centro de Apoyo de Alameda, y Subjefe de la División de Ingeniería Civil del Comando de Mantenimiento y Logística del Pacífico. Estuvo al mando de operaciones en todos los niveles, culminando como Comandante del Área del Pacífico de la Guardia Costera en Alameda, California, donde supervisó todas las actividades operativas de la Guardia Costera en la Cuenca del Pacífico. Sobre la base de su competencia técnica como ingeniero civil profesional registrado, su última asignación en servicio activo fue como Comandante Adjunto de Apoyo a la Misión en Washington, D. C., donde supervisó aspectos de recursos humanos, ingeniería, tecnología de la información, adquisición y apoyo logístico para Operaciones de la Guardia Costera y personas en todo el mundo. Brown se retiró de la Guardia Costera en mayo de 2014.